# NGC 3139
NGC 3139 (другие обозначения — MCG -2-26-34, NPM1G -11.0259, PGC 29583) — линзообразная галактика (S0) в созвездии Гидры. Открыта Фрэнком Ливенвортом в 1886 году.
Этот объект входит в число перечисленных в оригинальной редакции «Нового общего каталога».